# Boy Waterman
Boy Waterman (ur. 24 stycznia 1984 w Lelystad) – holenderski piłkarz surinamskiego pochodzenia grający na pozycji bramkarza w greckim klubie OFI 1925.

## Życiorys
Jego rodzice pochodzą z Surinamu, ale on sam urodził się już w Holandii. Jako junior trafił do szkółki piłkarskiej Ajaksu Amsterdam, ale nie zdołał przebić się do pierwszej drużyny i w 2002 roku przeszedł do SC Heerenveen. Tam jednak pierwszym bramkarzem był reprezentant RPA, Hans Vonk i Boy w Eredivisie zadebiutował dopiero w sezonie 2003/2004, a fakt ten miał miejsce 25 lutego 2004 w wygranym 4:1 meczu z Ajaksem Amsterdam. W sezonie 2004/2005 zagrał w Heerenveen w 5 meczach, a w sezonie 2005/2006 w 11 meczach walcząc o miejsce między słupkami z Belgiem Brianem Vandenbussche.
Zimą 2007 w drużynie AZ Alkmaar zaczął się problem z bramkarzami, gdyż kontuzjowanie byli Joey Didulica oraz Khalid Sinouh, więc trener zespołu Louis van Gaal zdecydował się wypożyczyć Watermana. W AZ zadebiutował 10 lutego w wygranym 2:0 meczu z Willem II Tilburg i do końca sezonu grał w bramce klubu z Alkmaaru. Jednak w ostatniej kolejce ligowej decydującej o mistrzostwie kraju, w meczu z Excelsiorem Rotterdam dostał czerwoną kartkę już w pierwszej połowie i AZ przegrał 2:3 oraz stracił mistrzostwo na rzecz PSV Eindhoven. Po zakończeniu sezonu za 3 miliony euro AZ wykupiło Watermana. Latem 2008 został wypożyczony do ADO Den Haag, a w 2010 roku do De Graafschap. Od 2012 roku trafił do PSV Eindhoven. W 2013 roku przeszedł do Karabüksporu. W 2015 do APOEL FC, a w 2020 do greckiego OFI 1925.
| Sezon   | Klub                | Kraj     | Rozgrywki                 | Mecze | Bramki |
| ------- | ------------------- | -------- | ------------------------- | ----- | ------ |
| 2002/03 | sc Heerenveen       | Holandia | Eredivisie                | 0     | 0      |
| 2003/04 | sc Heerenveen       | Holandia | Eredivisie                | 1     | 0      |
| 2004/05 | sc Heerenveen       | Holandia | Eredivisie                | 5     | 0      |
| 2005/06 | sc Heerenveen       | Holandia | Eredivisie                | 11    | 0      |
| 2006/07 | AZ Alkmaar (wyp.)   | Holandia | Eredivisie                | 11    | 0      |
| 2007/08 | AZ Alkmaar          | Holandia | Eredivisie                | 22    | 0      |
| 2008/09 | ADO Den Haag (wyp.) | Holandia | Eredivisie                | 10    | 0      |
| 2009/10 | ADO Den Haag (wyp.) | Holandia | Eredivisie                | 0     | 0      |
| 2010/11 | De Graafschap       | Holandia | Eredivisie                | 33    | 0      |
| 2011/12 | Alemannia Aachen    | Niemcy   | 2. Bundesliga             | 30    | 0      |
| 2012/13 | PSV Eindhoven       | Holandia | Eredivisie                | 29    | 0      |
| 2013/14 | Karabükspor         | Turcja   | Süper Lig                 | 34    | 0      |
| 2014/15 | Karabükspor         | Turcja   | Süper Lig                 | 21    | 0      |
| 2015/16 | APOEL FC            | Cypr     | Protathlima A’ Kategorias | 20    | 0      |
| 2016/17 | APOEL FC            | Cypr     | Protathlima A’ Kategorias | 34    | 0      |
| 2017/18 | APOEL FC            | Cypr     | Protathlima A’ Kategorias | 5     | 0      |
| 2018/19 | APOEL FC            | Cypr     | Protathlima A’ Kategorias | 21    | 0      |
| 2019/20 | APOEL FC            | Cypr     | Protathlima A’ Kategorias | 2     | 0      |
| 2020/21 | OFI 1925            | Grecja   | Superleague Ellada        | 7     | 0      |